# Eois roseocincta
Eois roseocincta là một loài bướm đêm trong họ Geometridae.